# Tadzhikia
Tadzhikia är ett släkte av insekter. Tadzhikia ingår i familjen vårtbitare.
Kladogram enligt Catalogue of Life:
| Tadzhikia | \| \| Tadzhikia beybienkoi \| \| \| \| \| \| Tadzhikia mistshenkoi \| \| \| \| \| \| Tadzhikia pavlovskii \| \| \| \| |
|           | \| \| Tadzhikia beybienkoi \| \| \| \| \| \| Tadzhikia mistshenkoi \| \| \| \| \| \| Tadzhikia pavlovskii \| \| \| \| |
|           | Tadzhikia beybienkoi                                                                                                  |
|           | |
|           | Tadzhikia mistshenkoi                                                                                                 |
|           | |
|           | Tadzhikia pavlovskii                                                                                                  |
|           | |